# Argostemma tavoyanum
Argostemma tavoyanum là một loài thực vật có hoa trong họ Thiến thảo. Loài này được Wall. ex Benn. mô tả khoa học đầu tiên năm 1838.